# Annals of Human Genetics
Les Annals of Human Genetics sont une revue scientifique bimestrielle à évaluation par les pairs qui publie des articles en génétique humaine.

## Histoire
La revue a été créée en 1925 par Karl Pearson sous le nom Annals of Eugenics, avec, comme sous-titre, l'épigramme de Darwin « I have no faith in anything short of actual measurement and the rule of three ». Le journal adopte son titre courant en 1954 pour refléter les changements de perception de la notion d'eugénisme et modifie également sa devise.

## Thèmes
Annals of Human Genetics publie des travaux directement liés à la génétique humaine ou à l'application de principes et de techniques scientifiques à tout aspect de l'héritage humain. Les articles qui décrivent des travaux sur d'autres espèces sont également pris en considération s'ils présentent un intérêt pour la génétique humaine.
Les thèmes principaux considérés sont : variation du génome humain, 
génétique des populations humaines et de l'évolution, 
génétique statistique,
génétique des maladies multifactorielles,
troubles mendéliens et effets de variantes rares,
Études sur les animaux et in vitro études sur l'ARN,
pharmacogénomique,
génétique du cancer,
génétique clinique,
questions sociales et éthiques.

## Publication
Le rédacteur en chef de la revue est, en 2020, David Curtis, de l'University College London.
La revue publie un volume par an, composé de 6 numéros paraissant à deux mois d'intervalle. À titre d'illustartion, le numéro § du volume 83, daté de novembre 2019, contient 480 pages, le numéro 1 du volume 84, daté de janvier 2020, contient 100 pages. Le facteur d'impact est de 1.319 en 2018, et le rang de la revue, dans le ISI Journal Citation Reports, est de 144/174 dans la catégorie Genetics & Heredity.